# Seukendorf
Seukendorf er en kommune i Landkreis Fürth i Regierungsbezirk Mittelfranken i den tyske delstat Bayern.

## Geografi
Seukendorf er en del af Verwaltungsgemeinschaft Veitsbronn.

### Nabokommuner
Nabokommuner er (med uret fra nord):
- Veitsbronn
- Fürth
- Cadolzburg

### Inddeling
I kommunen ligger landsbyerne Seukendorf, Hiltmannsdorf, Taubenhof, Kohlersmühle und Erzleitenmühle.

### Forslag om at blive en del af Fürth
I 1972 fremsatte et borgerinitiativ forslag om at kommunen skulle blive en del af Fürth. Trods et overvældende flertal ved en afstemning, blev det ikke til noget, da Landkreis Fürth i forvejen er en af de mindste i Bayern, og man ville ikke beskæreden yderligere.